# 李晉 (韓國)
元孫李晉（韓語：원손 이진；1921年8月18日—1922年5月11日），是韓國朝鮮王朝最後一位皇太子——懿愍太子李垠的長子，母親是日本皇族方子女王。

## 生平
1921年8月18日，懷孕的方子女王臨盆產下王孫李晉，定以「殿下」做敬稱。當時因為他是第一名朝鮮王公族與日本皇族女性共同生育的後代，被視作「朝日融合」的象徵。同月24日定名為李晉。
1922年4月，李垠夫妻在李晉出生8個月後，一家4月23日乘船启程，抵釜山后改乘火车赴汉城，受到了朝鲜王室和臣民们的热烈欢迎。他们到昌德宫拜见李王朝鮮純宗，5月7日晚間，8個多月的李晋突然面色铁青、呕吐不止，已陷入昏迷状态，被懷疑可能中毒。5月8日早上開始腹瀉及嘔吐，同月11日下午3時15分，李晉在德壽宮石造殿夭折。
朝鮮纯宗为了安慰弟弟，下令破例为夭折的婴儿举行葬礼，葬在朝鮮高宗和严妃墓傍，定名为“崇仁园”。